# Rorippa prolifera
Rorippa prolifera là một loài thực vật có hoa trong họ Cải. Loài này được (Heuff.) Neilr. miêu tả khoa học đầu tiên năm 1866.